# Прапор Нової Каледонії
Державним прапором Нової Каледонії, як заморської території Франції, є французький триколор.
Неофіційними прапором був прапор канакского соціалістичного національного фронту визволення (КСНФВ), прийнятий 1 грудня 1984 року. 17 липня 2010 року цей прапор отримав статус офіційного прапора Нової Каледонії, який можна використовувати нарівні з прапором Франції.

## Галерея

Прапор Нової Каледонії
Прапор Нової Каледонії на Південно-тихоокеанських іграх 2007